# Kāseh Gar Maḩalleh
Kāseh Gar Maḩalleh (persiska: کاسه گر محله) är en ort i Iran.   Den ligger i provinsen Mazandaran, i den norra delen av landet, 140 km norr om huvudstaden Teheran. Antalet invånare är 314.
Terrängen runt Kāseh Gar Maḩalleh är platt åt nordost, men åt sydväst är den kuperad. Runt Kāseh Gar Maḩalleh är det ganska tätbefolkat, med 116 invånare per kvadratkilometer. Närmaste större samhälle är Tonekābon, 5,4 km öster om Kāseh Gar Maḩalleh. I omgivningarna runt Kāseh Gar Maḩalleh växer i huvudsak blandskog.